# Crepidula convexa
Crepidula convexa är en snäckart som beskrevs av Thomas Say 1822. Crepidula convexa ingår i släktet Crepidula och familjen toffelsnäckor. Inga underarter finns listade i Catalogue of Life.